# Cirrhochrista spissalis
Cirrhochrista spissalis là một loài bướm đêm trong họ Crambidae.